# جوان آیکین
جوان آیکین (به انگلیسی: Joan Aiken) (سپتامبر ۱۹۲۴–۴ ژانویه ۲۰۰۴) رمان‌نویس بریتانیایی بود.

## آثار
- کوهستان زمزمه‌گر (بن کلاه‌انجیری)، جوان آیکین، حسن پستا (مترجم)، تهران: نشر لک‌لک